# ANA Prozesstechnik
Die ANA Prozesstechnik GmbH ist ein Apparatebau-Unternehmen mit Sitz in Merseburg.

## Geschichte

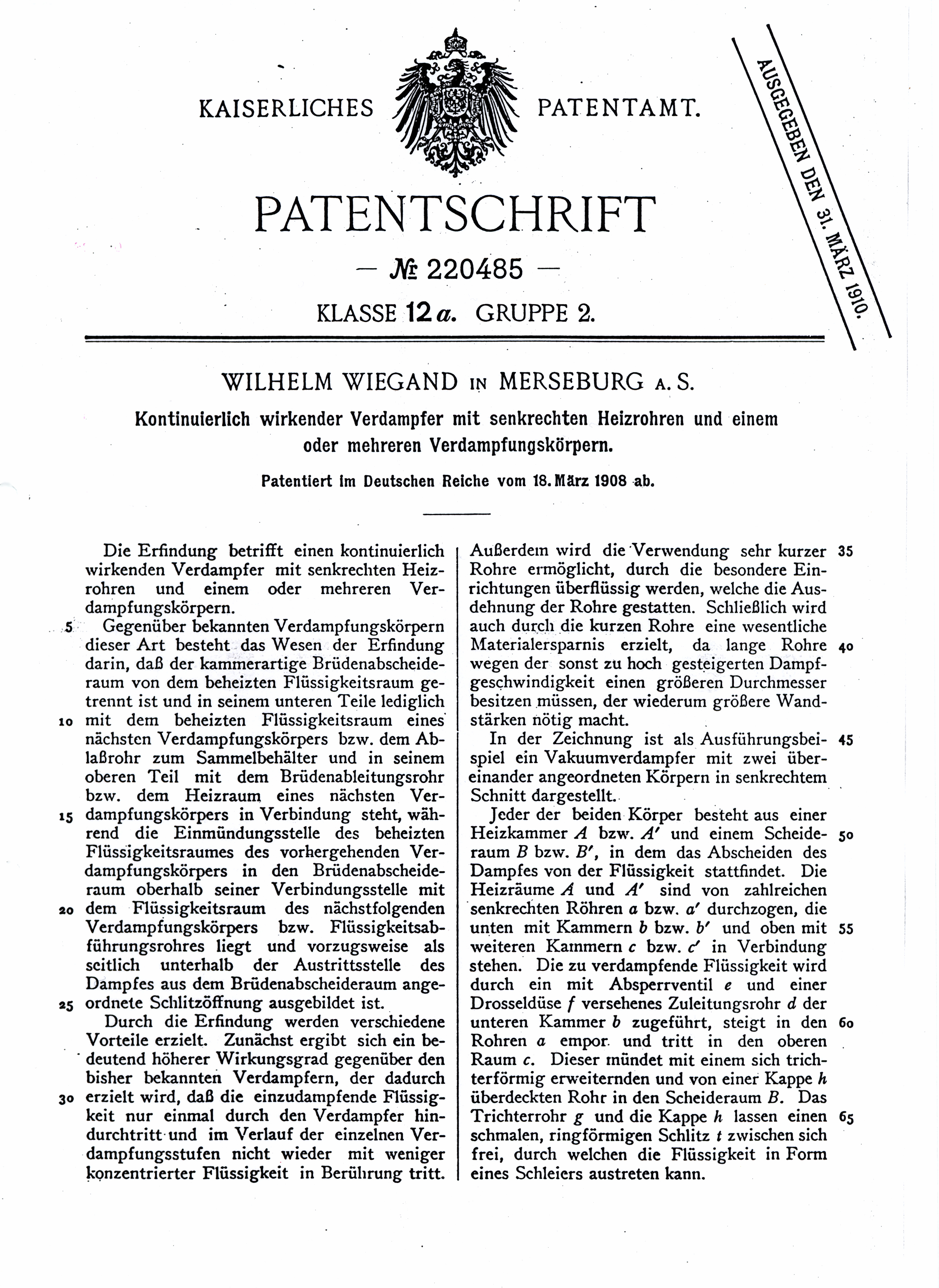
Patentschrift 220485 von Wilhelm Wiegand von 1908

Historische Logos der ANA Prozesstechnik GmbH

Die Gründung der Firma ANA Prozesstechnik GmbH geht auf Wilhelm Wiegand (1881–1951) zurück. Neben seiner Tätigkeit als Betriebsleiter der väterlichen Gerberei in Merseburg an der Saale entwickelte Wilhelm Wiegand 1908 einen mehrstufigen Leimverdampfer zur Herstellung von Leim aus Gerbbrühen (Patentschrift 220485). Dem erfolgreichen Absatz entsprechend folgte mit Fabrikneubauten 1920 und 1922 der Übergang zur Eigenfertigung von Eindampfapparaten. 1924 wurde der erste Milchverdampfer ausgeliefert. Dampfstrahlverdichter für die thermische Brüdenkompression, die für Eindampfprozesse nach wie vor außerordentliche Bedeutung hat, wurden ab 1929 maßgeblich durch seinen Sohn Joachim Wiegand entwickelt und zur Serienreife gebracht. Seit 1934 gehören mehrstufige Dampfstrahl-Luftsauger als robuste Anlagen zur Erzeugung tiefer Vakua zum Programm.
Nach der Aufnahme der staatlichen Beteiligung im Jahr 1961, die für privat geführte Betriebe in der ehemaligen DDR unumgänglich war, folgte 1972 die Überführung in Volkseigentum. Mit der Bildung von Großkombinaten und der Durchsetzung des Territorialitätsprinzips übernahm 1980 der VEB Industriemontagen Merseburg – selbst Kombinatsbetrieb im Kombinat Chemieanlagenbau Leipzig-Grimma – den Apparatebau Merseburg.
Am 1. April 1990 ging das Unternehmen mit der Gründung der Apparatebau Merseburg GmbH wieder in die Selbstständigkeit über.
Seit 2013 ist die ANA Prozesstechnik GmbH Merseburg eine 100%ige Tochter der AEL Apparatebau GmbH mit Sitz in Leisnig.

## Produkte
Produkte sind Strahlpumpen, mehrstufige Dampfstrahl-Vakuumanlagen für Kraftwerke und die chemische Industrie und Engineeringdienstleistungen.

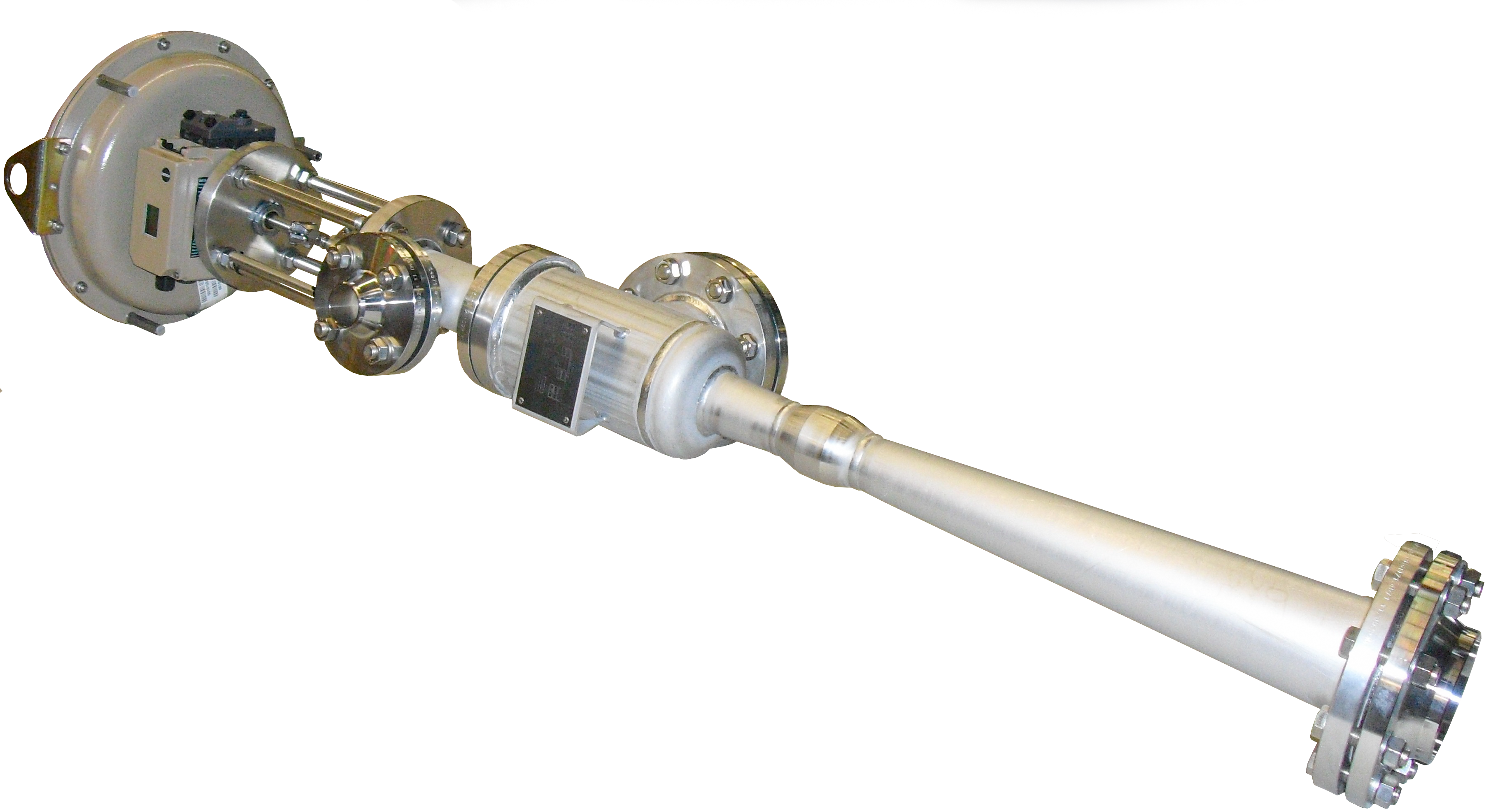
Strahlpumpe mit verstellbarer Treibdüse von 2017